# Арт ван дер Нер
Арт ван дер Нер (нід. Aert van der Neer; 1603/1604, Горінхем—9 листопада 1677, Амстердам) — нідерландський художник-пейзажист часів Золотої доби Голландії.

## Біографія
Юність художника пройшла у рідному місті в Південній Голландії. Найвизначнішими художниками Горінчему на той час були брати Йохім і Рафаель Говертс Кампхейзен. Останній став учителем ван дер Нера, крім того, Арт одружився з його сестрою. Близько 1632 року молода сім'я переїхала в Амстердам, де у них народилося шестеро дітей: Еглон (1634—1703), Йоханнес (1637/1638-1665), Петро (нар. 1640), Корнелія (нар. 1642), Пітер (нар. 1648) і Аліда (нар. 1650). Не маючи можливості прогодувати родину своїм ремеслом, живописець став власником шинку. У такій якості він згадується у документах 1659 і 1662 років. Однак 12 грудня 1662 року настало банкрутство, майно ван дер Нера було описано. Картини, написані ним, цінувалися вкрай низько — в середньому, по п'ять гульденів за полотно. Останні півтора десятиліття художник прожив у злиднях.
Старший син ван дер Нера, Еглон, також став художником.

## Творчість
Перша датована робота ван дер Нера — жанрова сцена 1632 року, перший відомий пейзаж відноситься до 1633 році.
Улюблені жанри художника — це зимовий пейзаж і ноктюрн. Основну увагу голландець звертав на створення зимових та нічних пейзажів. Його твори — приклади вдалого вирішення проблеми освітлення. Багато картин ван дер Нера присвячені нічним пожежам, сюжетом декількох з них стала пожежа 1652 року, що знищила стару амстердамську ратушу.
У музеях і галереях світу зберігається близько 150 полотен його пензля, одна з найкращих колекцій знаходиться в Ермітажі.

## Галерея

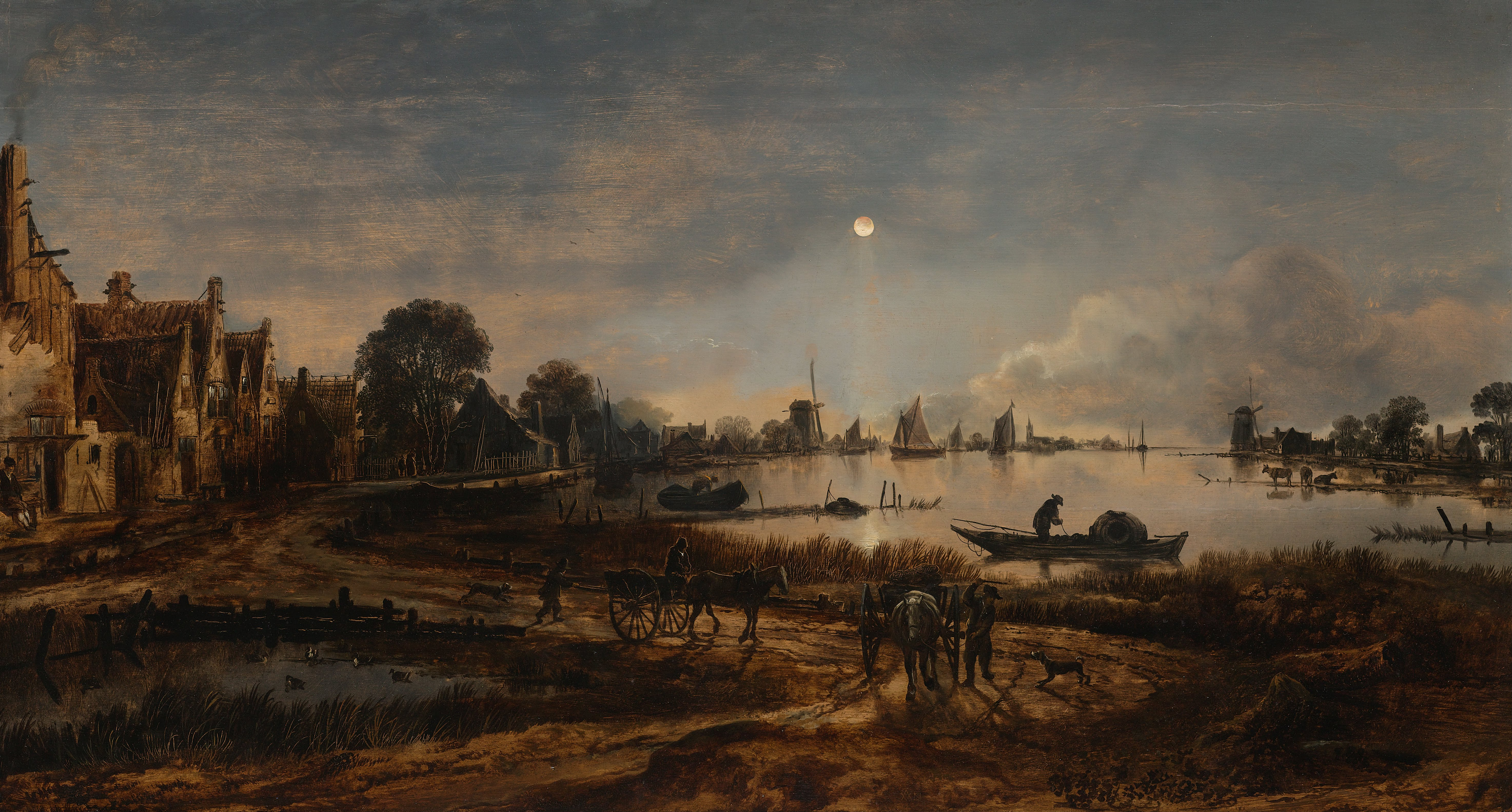
Річковий пейзаж в місячному світлі. ок. 1645. Державний музей. Амстердам
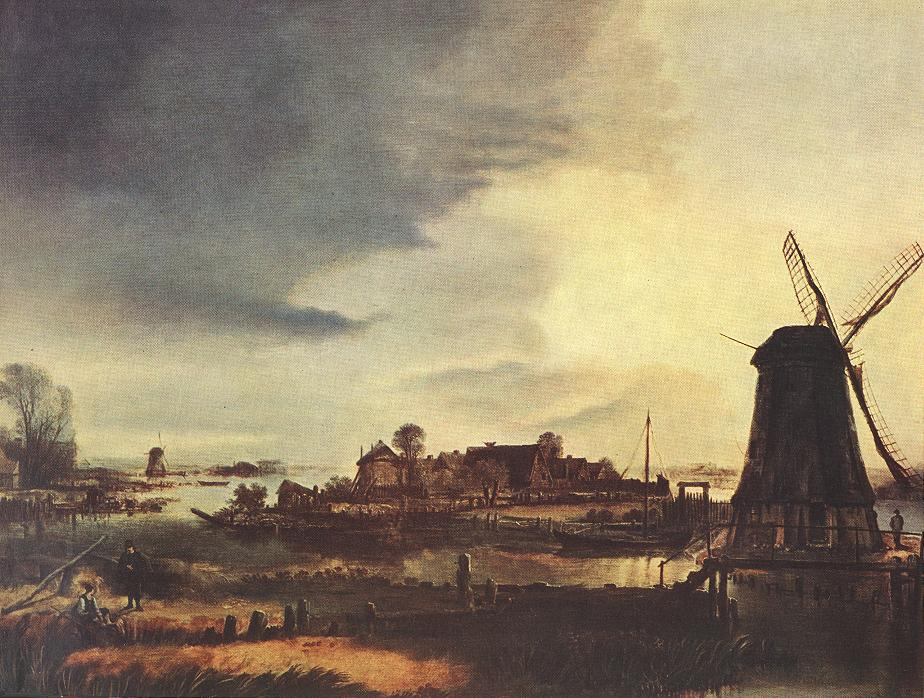
Пейзаж з вітряками. 1647-1649. Державний Ермітаж. Санкт-Петербург
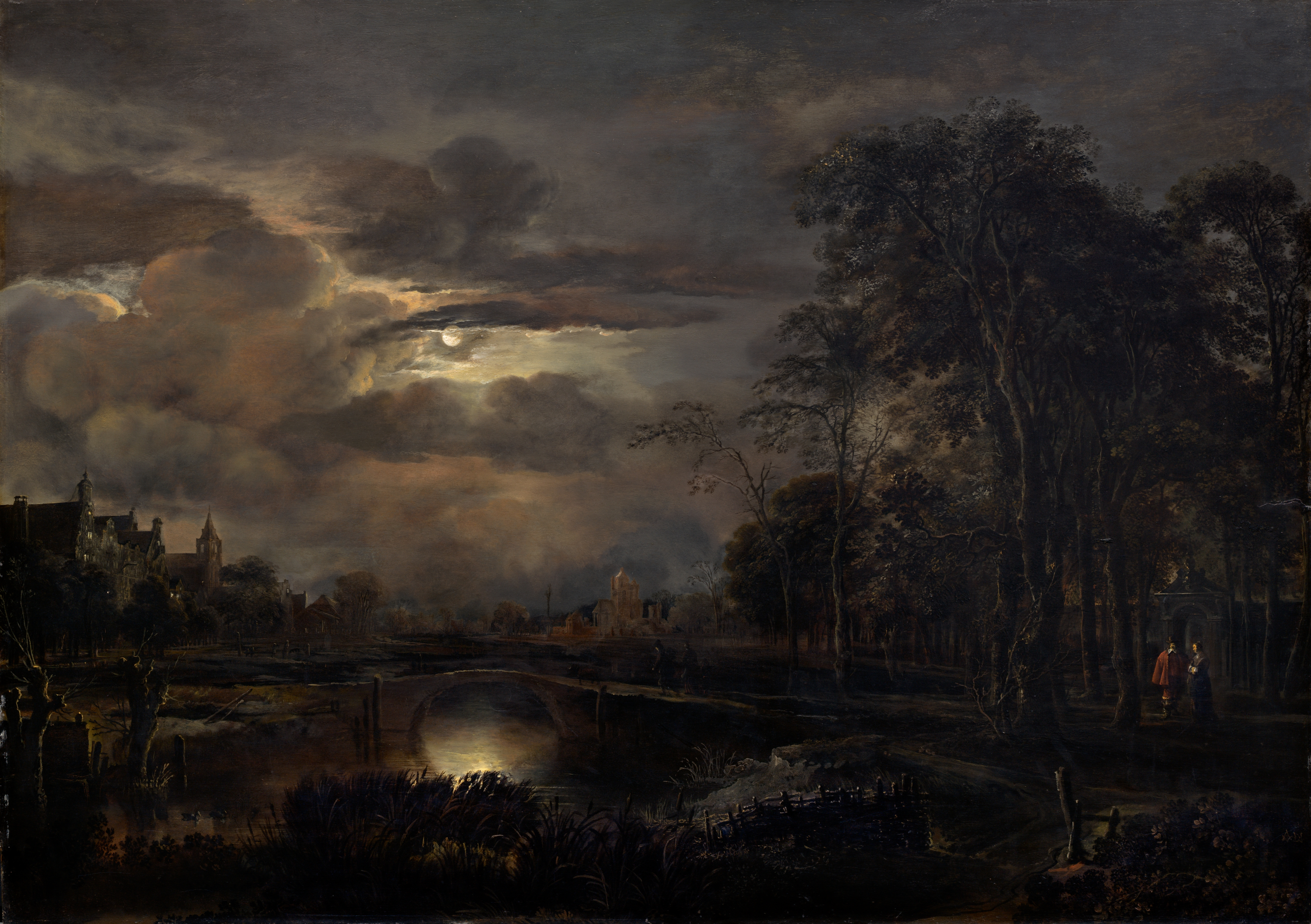
Місячний пейзаж з мостом. 1648-1650 р.. Національна галерея мистецтва. Вашингтон
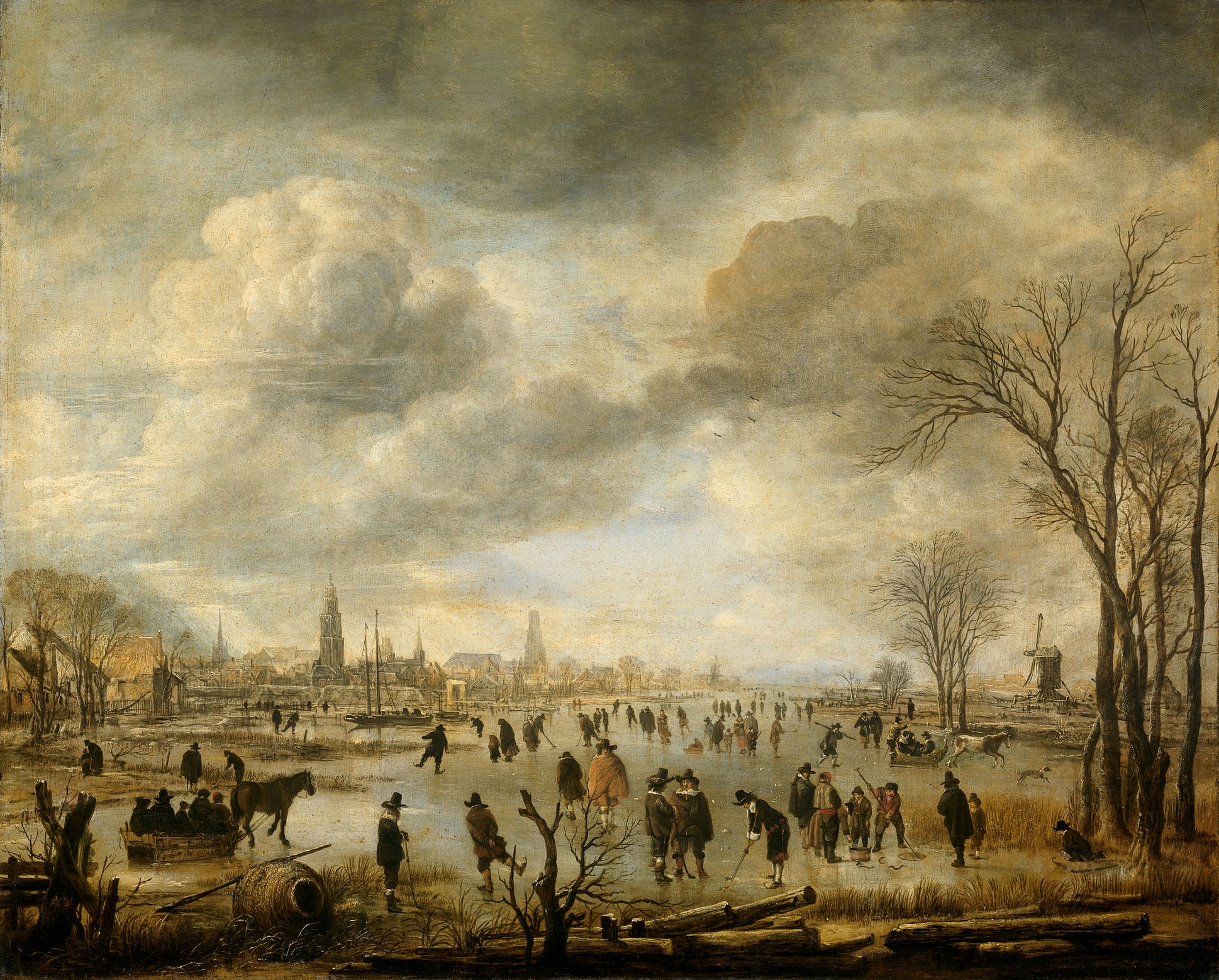
Веселощі на льоду. ок. 1650. Державний музей. Амстердам